# Locais de competição dos Jogos Olímpicos de Verão de 2008
A lista a seguir apresenta os locais de competição que foram usados nos Jogos Olímpicos de Verão de 2008 na China. Os locais marcados com OG estão na área do Olympic Green.

## Novos locais de competição

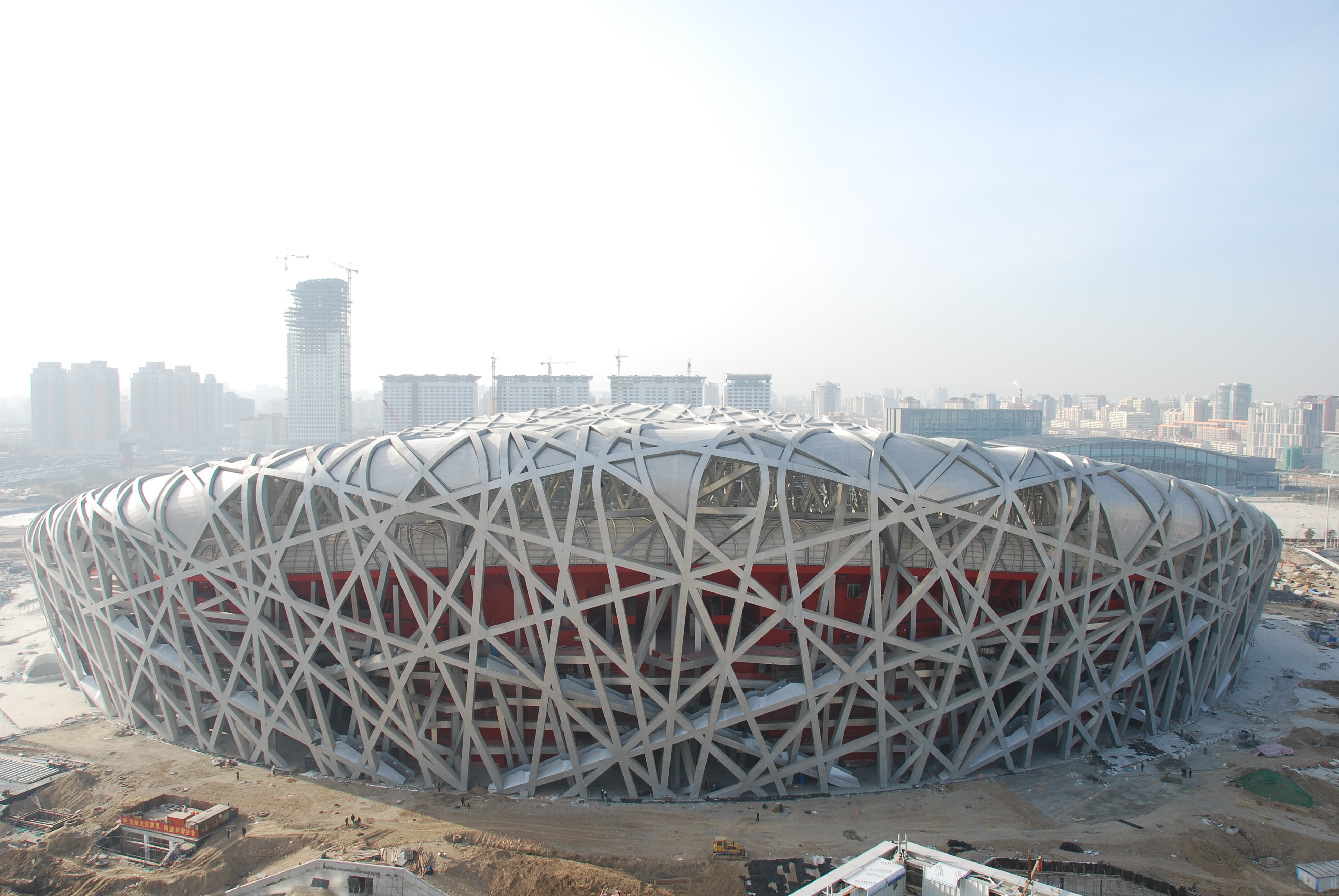
Estádio Nacional de Pequim

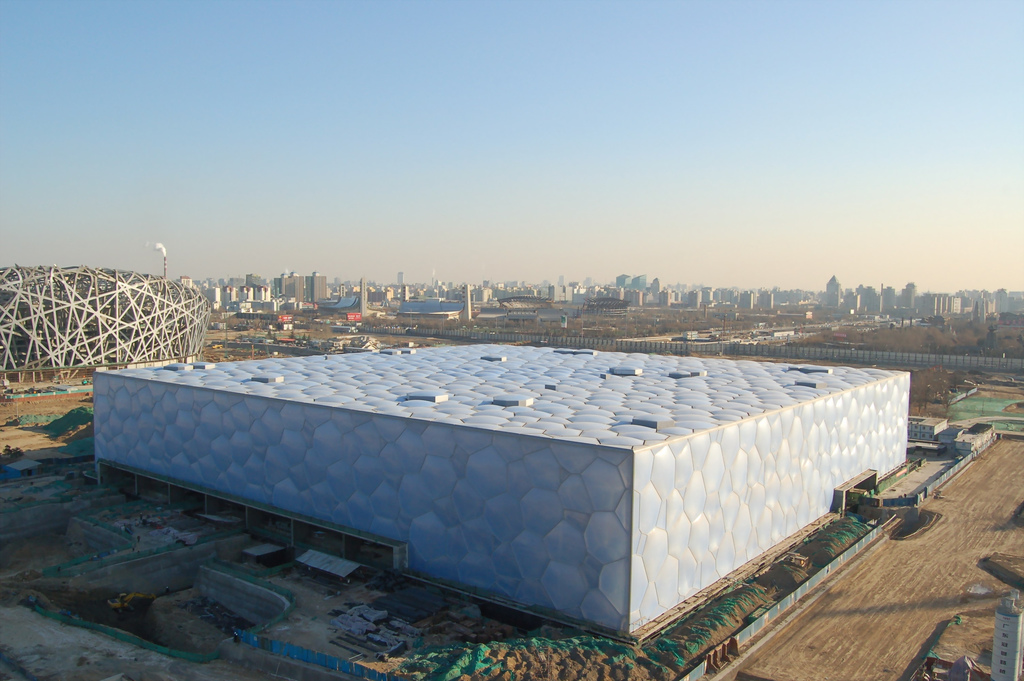
Centro Aquático Nacional de Pequim

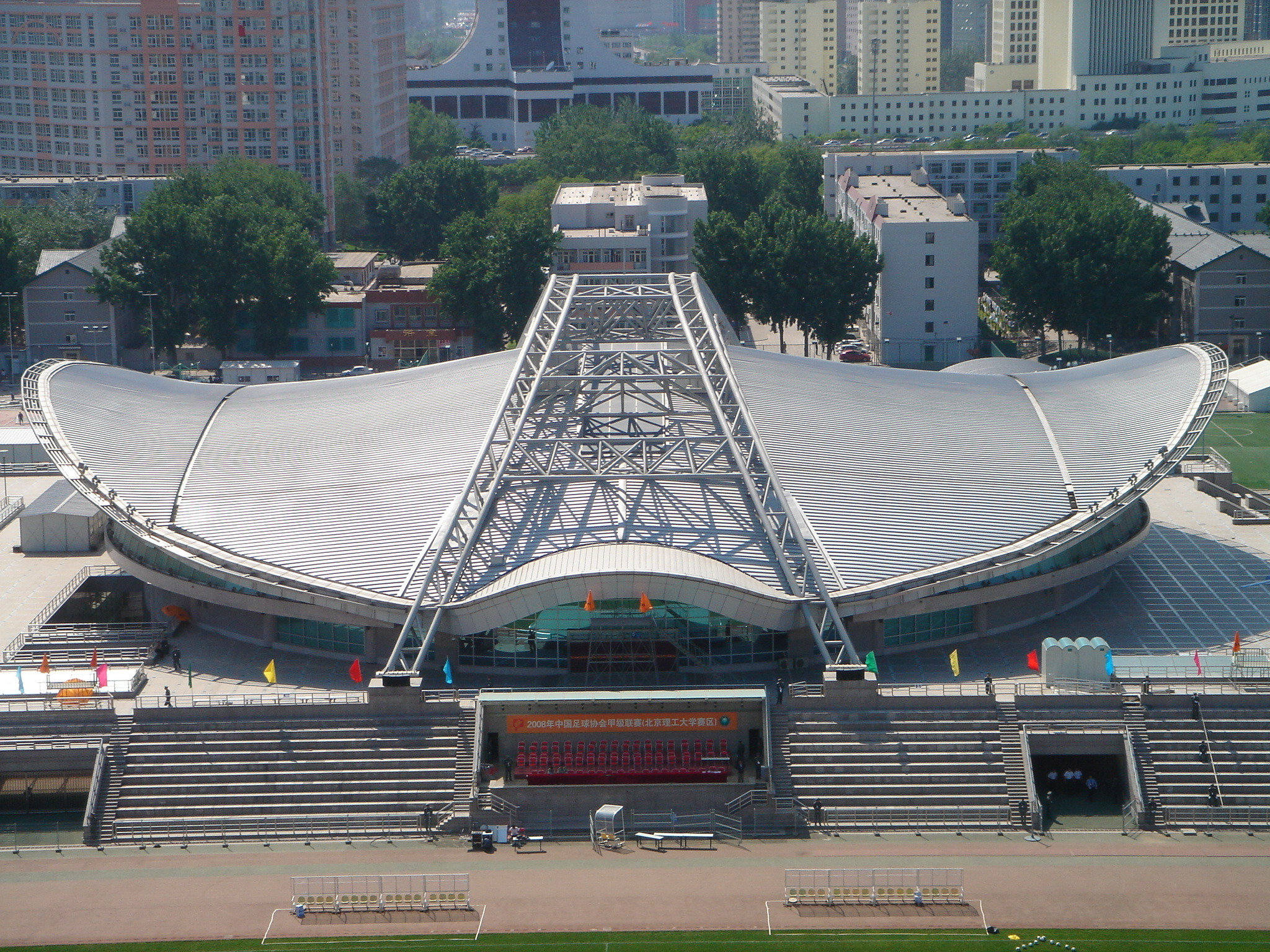
Ginásio do Instituto de Tecnologia de Pequim.

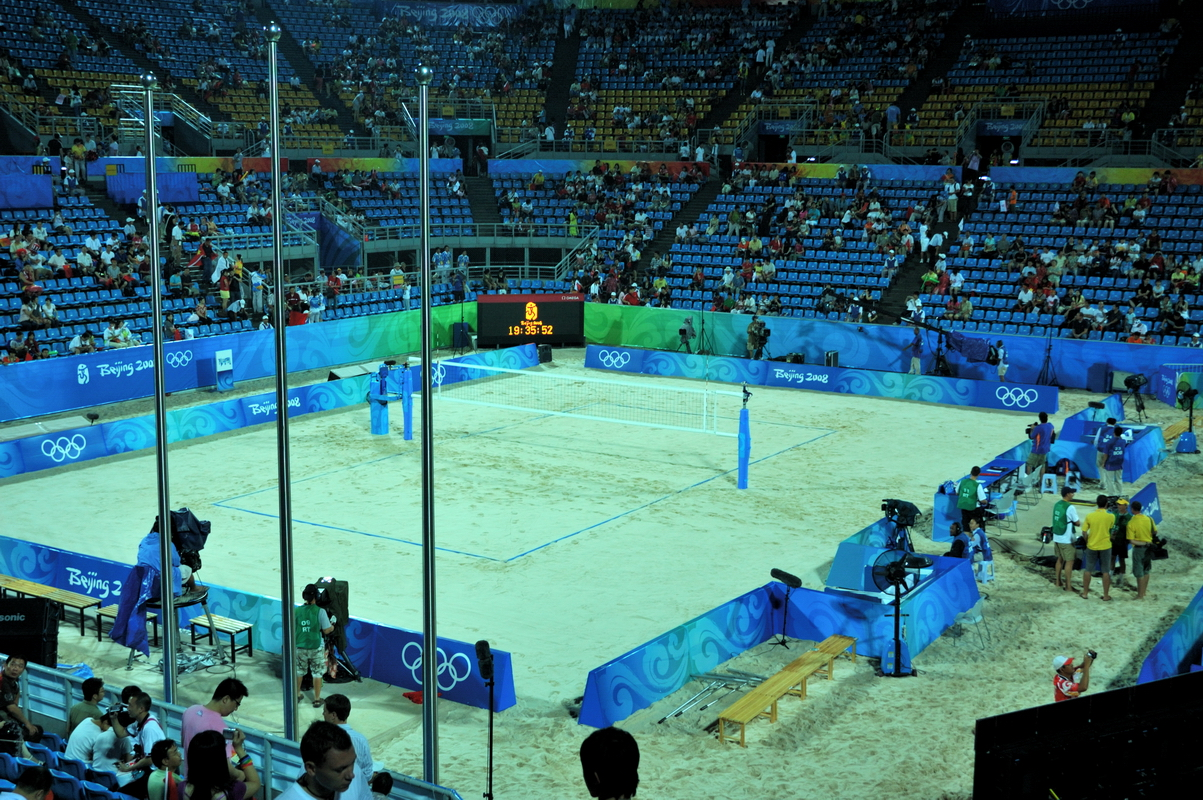
Arena Chao Yang Park de Vôlei de Praia

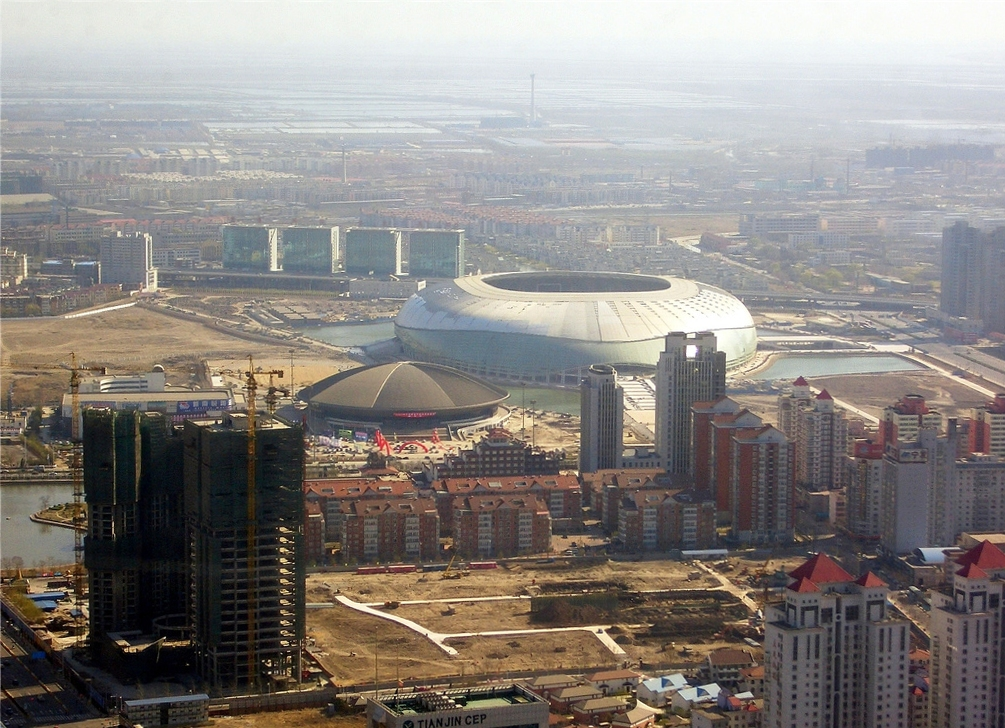
Estádio Centro Olímpico de Tianjin

1. Beijing National Stadium - Ninho de Pássaro OG (Atletismo e Futebol)
2. Centro Aquático Nacional de Pequim - Cubo d'ÁguaOG (Natação, Saltos ornamentais, Pólo Aquático e Nado Sincronizado)
3. Estádio Nacional IndoorOG (Ginástica Artística e de Trampolim, Handebol)
4. Hall de Tiro (Tiro)
5. Estádio Indoor Wukesong (Basquetebol)
6. Velódromo Laoshan (Ciclismo - pista)
7. Parque Olímpico Shunyi (Remo e Canoagem)
8. Ginásio da Universidade de Agricultura da China (Lutas)
9. Ginásio da Universidade de Pequim (Tênis de Mesa)
10. Ginásio da Universidade de Ciência e Tecnologia de Pequim (Judô e Taekwondo)
11. Ginásio da Universidade de Tecnologia de Pequim (Badminton e Ginástica Rítmica)
12. Centro de Tênis Olympic GreenOG (Tênis)

## Locais de Competição já existentes
1. Estádio Centro Esportivo OlímpicoOG (Futebol, Pentatlo Moderno - corrida e hipismo)
2. Ginásio Centro Esportivo OlímpicoOG (Handebol)
3. Estádio dos Trabalhadores (Futebol)
4. Ginásio dos Trabalhadores (Boxe)
5. Ginásio Indoor da Capital (Voleibol)
6. Estádio de Softbol Fengtai (swiftball)
7. Parque Aquático YingdongOG (Pólo Aquático, Pentatlo Moderno - natação)
8. Circuito Laoshan de Mountain Bike (Ciclismo - Mountain Bike)
9. Arena de Tiro de Pequim (Tiro)
10. Ginásio do Instituto de Tecnologia de Pequim (Voleibol)
11. Ginásio da Universidade Beihang (Levantamento de Peso)

## Sedes temporárias
1. Centro de Convenções do Olympic GreenOG (Esgrima - preliminares - e Pentatlo Moderno - esgrima e tiro)
2. Estádio de Hóquei do Olympic GreenOG (Hóquei sobre a Grama)
3. Arena do Tiro com Arco do Olympic GreenOG (Tiro com Arco)
4. Campo de Beisebol Wukesong (Beisebol)
5. Arena Chao Yang Park de Vôlei de Praia (Voleibol de praia)
6. Pista de Motocross Laoshan (Ciclismo BMX)
7. Reservatório de Ming Tomb (Triatlo)
8. Circuito Urbano de Ciclismo de Estrada de Pequim (Ciclismo - estrada)

## Sedes fora de Pequim
1. Centro Internacional de Vela de Qingdao (Vela)
2. Estádio de Shanghai (Futebol - preliminares)
3. Estádio Centro de Esportes Olímpicos de Qinhuangdao (Futebol - preliminares)
4. Arenas Eqüestres de Hong Kong (Beas River e Shatin) (Hipismo)
5. Estádio Centro Olímpico de Tianjin (Futebol - preliminares)
6. Estádio Olímpico de Shenyang (Futebol - preliminares)